# Década de 1880
Século: Século XVIII – Século XIX – Século XX
Décadas: 1850 1860 1870 – 1880 – 1890 1900 1910
Anos: 1880 – 1881 – 1882 – 1883 – 1884 – 1885 – 1886 – 1887 – 1888 – 1889
A década de 1880 foi o período de tempo entre 1 de janeiro de 1880 e 31 de dezembro de 1889. Foi a penúltima década do século XIX. Ocorreram no período central da Segunda Revolução Industrial. A maioria dos países ocidentais experimentou um grande ciclo econômico, devido à produção em massa de ferrovias e outros métodos de viagem mais convenientes. A cidade moderna, bem como o arranha-céu, tiveram a proeminência aumentada nesta década, contribuindo para a prosperidade econômica da época. A década de 1880 também fazia parte da Gilded Age, que durou de 1874 a 1907.

## Política e guerras

### Guerras
- Guerra de Aceh (1873–1904)
- Guerra do Pacífico (1879–1884)
- Guerra Mahdista (1881–1899)
- Guerra anglo-egípcia (1882)

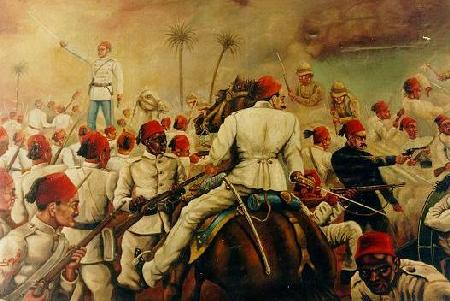
Guerra anglo-egípcia de 1882.

  - 13 de setembro de 1882 — As tropas britânicas ocupam o Cairo, e o Egito se torna um protetorado do Reino Unido.

### Conflitos internos
- Guerras indígenas nos Estados Unidos (intermitentemente de 1622–1918)
  - 20 de julho de 1881 — O chefe sioux Sitting Bull leva os últimos de seus povos fugitivos a se renderem às tropas dos Estados Unidos no Fort Buford, em Montana.
- Frequentes linchamentos de afro-americanos no sul dos Estados Unidos durante os anos de 1880 a 1890.

### Colonização
- A França coloniza a Indochina.
- Colonização alemã.
- O aumento do interesse e da conquista colonial na África leva os representantes da Grã-Bretanha, França, Portugal, Alemanha, Bélgica, Itália e Espanha a dividir a África em regiões de influência colonial na Conferência de Berlim. Isso seria seguido nas próximas décadas pela conquista de quase a totalidade das partes não colonizadas restantes do continente, amplamente ao longo das linhas determinadas.

### Eventos políticos proeminentes
- 3 de agosto de 1881: O tratado de paz da Convenção de Pretória é assinado, terminando oficialmente a guerra entre os Boers e a Grã-Bretanha.
- 1884: A Conferência Internacional do Meridiano em Washington, Estados Unidos, é realizada para determinar o Primeiro Meridiano do mundo.
- 1884-1885: Conferência de Berlim, quando as potências ocidentais dividiram a África.
- 13 de maio de 1888: O Império do Brasil por meio da Lei Áurea determina o fim da escravidão dentro do território nacional
- 15 de novembro de 1889: A Monarquia no Brasil é derrubada por meio de um golpe de Estado militar de caráter positivista e é iniciada uma república presidencialista.

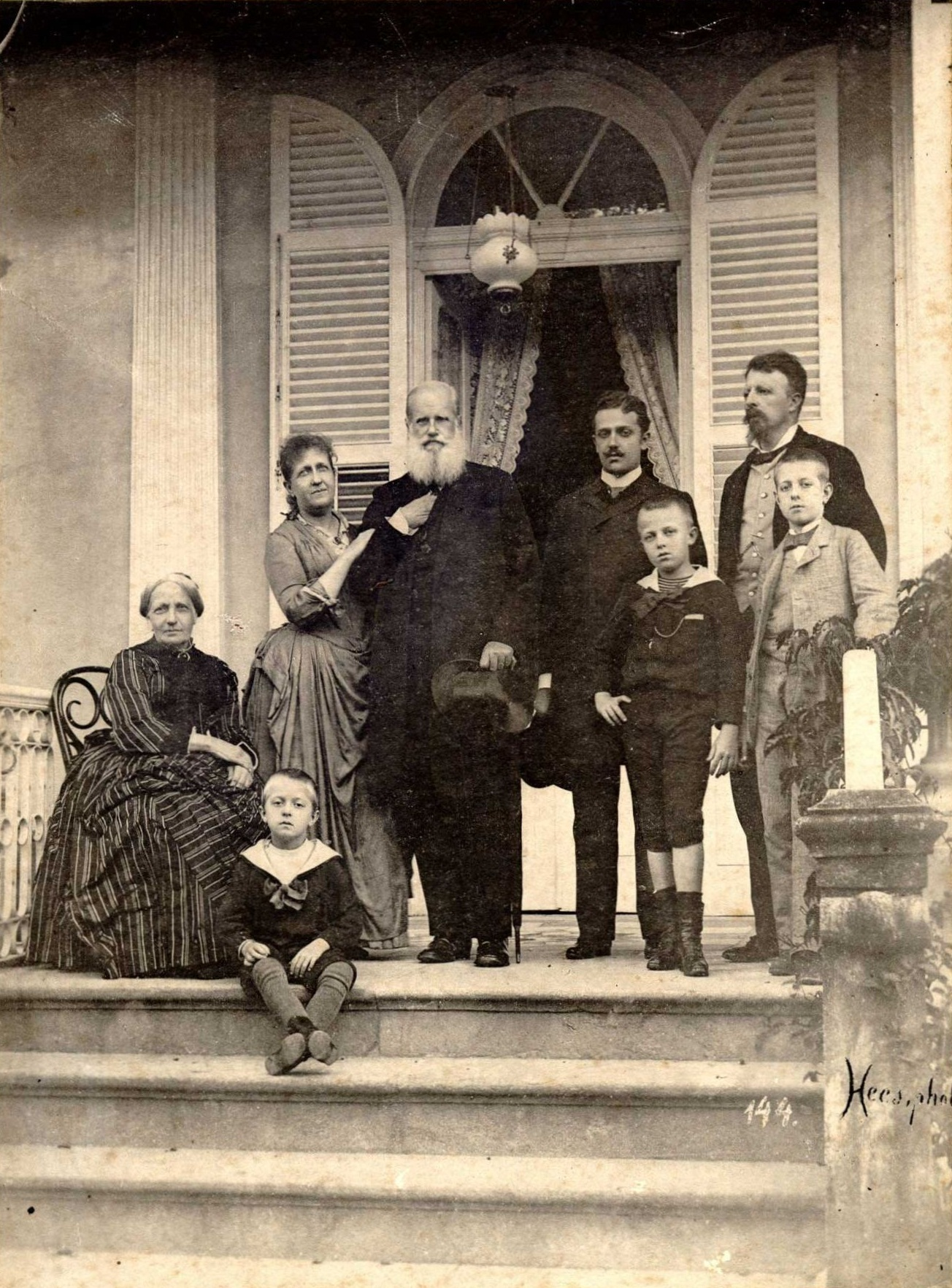
A última foto da família imperial no trono, 1889. Da esquerda para a direita: Teresa Cristina, Antônio, Isabel, Pedro, Pedro Augusto, Luís, Gastão e Pedro de Alcântara.